# Associazione Sportiva Melfi 2004-2005
Questa pagina raccoglie le informazioni riguardanti l'Associazione Sportiva Melfi nelle competizioni ufficiali della stagione 2004-2005.

## Rosa
| N. |                           | Ruolo | Calciatore         |  |
| -- | ------------------------- | ----- | ------------------ |  |
|    | Italia (bandiera)         | D     | Gaetano Avolio     |  |
|    | Italia (bandiera)         | D     | Nicola Belmonte    |  |
|    | Italia (bandiera)         | C     | Giuseppe Brescia   |  |
|    | Italia (bandiera)         | C     | Davide Campofranco |  |
|    | Italia (bandiera)         | P     | Andrea Castra      |  |
|    | Italia (bandiera)         | A     | Domenico Costanzo  |  |
|    | Italia (bandiera)         | D     | Luigi Cuomo        |  |
|    | Italia (bandiera)         | D     | Salvatore D'Angelo |  |
|    | Italia (bandiera)         | C     | Francesco De Falco |  |
|    | Italia (bandiera)         | D     | Raffaele Del Sorbo |  |
|    | Costa d'Avorio (bandiera) | C     | Almamy Doumbia     |  |
|    | Italia (bandiera)         | A     | Giancarlo Ferrara  |  |
|    | Italia (bandiera)         | P     | Ermanno Fumagalli  |  |
|    | Italia (bandiera)         | A     | Carmine Gaeta      |  |
|    | Italia (bandiera)         | C     | William Jidayi     |  |

| N. |                   | Ruolo | Calciatore           |
| -- | ----------------- | ----- | -------------------- |
|    | Italia (bandiera) | A     | Antonio La Porta     |
|    | Italia (bandiera) | C     | Giovanni Lo Russo    |
|    | Italia (bandiera) | C     | Cristian vitale      |
|    | Italia (bandiera) | D     | Davide Migliozzi     |
|    | Italia (bandiera) | A     | Vinicio Paris        |
|    | Italia (bandiera) | A     | Roberto Pasca        |
|    | Italia (bandiera) | C     | Diego Russo          |
|    | Italia (bandiera) | D     | Fabrizio Maria Russo |
|    | Italia (bandiera) | D     | Agostino Sasso       |
|    | Italia (bandiera) | C     | Nathan Schiavon      |
|    | Italia (bandiera) | A     | Luca Selvaggi        |
|    | Italia (bandiera) | D     | Stefano Sottili      |
|    | Italia (bandiera) | C     | Paolo Tarini         |
|    | Italia (bandiera) | C     | Michele Zamboni      |